# پوشش پلاستیک
پوشش پلاستیک اصطلاحی است که معمولاً در فناوری استفاده می‌شود اما با این وجود مبهم است. می‌توان آن را به معنای پوشش پلاستیک (به عنوان مثال، متالیزاسیون پلاستیک) یا پوشش مواد دیگر (مانند کابل برق) با پلاستیک درک کرد.

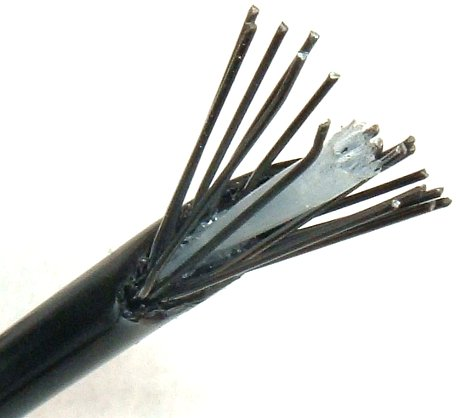
روکش سیم

## پوشش پلیمری
پوشش پلیمری نوعی پوشش پلاستیکی یا پوشش سطحی است و از یک پایه پلاستیکی تشکیل شده‌است. همچنین پوشش‌های پلیمری تریبولوژیکی وجود دارد که به لطف پلیمرهای موجود می‌تواند با نیازهای کاربردی متعدد سازگار شود. پوشش اصطکاک و سایش را کاهش می‌دهد، بنابراین از فرسودگی محصول در اثر خوردگی و خراشیدگی جلوگیری می‌کند.
مزایا

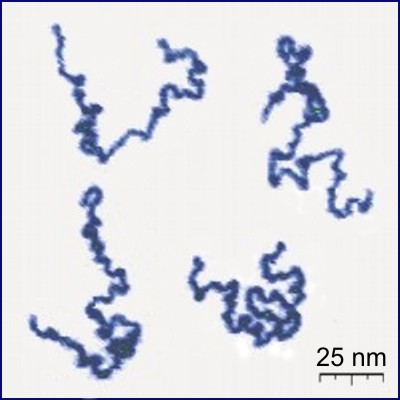
پلیمر

پوشش‌های ساخته شده از پلیمرها را می‌توان از ترکیبات مختلف تولید کرد؛ بنابراین می‌توان آنها را تقریباً روی هر سطحی اعمال کرد. پوشش‌های پلیمری به ویژه برای مکان‌هایی که نمی‌توان از یاتاقان‌های ساده استفاده کرد، مناسب هستند. برای مثال، در جاهایی که فضا محدود و دسترسی به آن مشکل است، می‌توان از پوشش تریبولوژیکی استفاده کرد.

هوافضا

علاوه بر این، پوشش‌های پلیمری را می‌توان برای طیف وسیعی از کاربردها، مانند محیط‌های با دمای بالا یا در صنایع غذایی، سفارشی کرد.
مراحل آماده‌سازی قطعات برای پوشش با پایه پلیمری در مقایسه با سایر گزینه‌های پوشش مقرون به صرفه است. علاوه بر این، محصولات نهایی پوشش داده شده برای مصرف‌کننده پسندیده تر هستند: قطعات پوشش داده شده محبوب هستند زیرا مایعاتی مانند آب و روغن زمانی که سطح با مواد آبگریز پوشانده شود، دانه‌های آن جدا می‌شود. این امر نگهداری و تمیز کردن محصولات نهایی را آسان‌تر می‌کند.
علاوه بر این، رنگ پوشش پلیمری نیز می‌تواند تنظیم شود، البته با برخی محدودیت‌ها. دلیل این امر این است که رنگدانه‌های بیشتری بسته به سایه رنگ مورد نیاز است که در نهایت روی پوشش تأثیر می‌گذارد.
کاربردها
صنعت خودرو: پوشش سطحی باعث جدا شدن آب و روغن می‌شود، به همین دلیل از پوشش پلیمری اغلب برای لوازم جانبی مختلف خودرو استفاده می‌شود. به عنوان مثال می‌توان به رنگ اتومبیل با آب‌بندی سرامیکی اشاره کرد.
از پوشش‌های پلیمری در صنعت هوافضا نیز استفاده می‌شود.
نمونه‌های دیگر از کاربردها عبارتند از فلز، کفپوش، یا محصولات پزشکی، به ویژه از آنجا که یک پوشش پلیمری یک سطح استریل دائمی را فراهم می‌کند.

## متالیزاسیون پلاستیک
فرایند فنی
استفاده از پوشش‌های فلزی بسیار ریز برای سطوح پلاستیکی اهمیت فزاینده ای پیدا می‌کند.
فرایند خشک: تبخیر با خلاء بالا، کندوپاش کاتد، آبکاری گاز و فلز، و پاشش رنگ رسانا. تکنیک خلاء بالا تنها در صورتی کار می‌کند که پلاستیک گاز تولید نکند. در آبکاری گاز، برخلاف سایر فرایندها، فلز در محل از ترکیبات فراری که به راحتی از نظر حرارتی تجزیه می‌شوند (به عنوان مثال، تترا کربنیل نیکل) توسط یک واکنش شیمیایی، و آینه فلزی (احتمالاً روی یک سطح پلاستیکی از قبل جدا شده، به عنوان مثال، اکریلونیتریل) تشکیل می‌شود. -کوپلیمر پیوند بوتادین-استایرن) سپس روی پلاستیک رسوب می‌کند.
فرایند مرطوب

## پوشش پلاستیک مواد
فرایند پوشش، فناوری پوشش نیز نامیده می‌شود. از اهمیت‌های فنی ویژه، پوشش انواع مواد با پلاستیک است. یک مثال روکش کابل برای سیم‌های برق یا پوشش سبدهای کارد و چنگال در ماشین ظرفشویی است.
فرایند فنی
تف جوشی بستر سیال
پاشش پودر الکترواستاتیک، همچنین پوشش تریبو
فرایند غوطه وری
اسپری شعله
از نظر تئوری، پوشش‌ها نیز پوشش‌های پلاستیک مانند هستند. مرز را می‌توان با انجام واکنش یا اتصال عرضی پوشش (روکش شفاف خودرو) یا اینکه یک پلاستیک صرفاً روی سطح ذوب و جامد می‌شود (گرداب تف جوشی با ترموپلاستیک) ترسیم کرد، اما این انتقال‌ها سیال هستند. به عنوان یک قاعده، پوشش‌های پلاستیکی دارای ضخامت فیلم به‌طور قابل توجهی بالاتر از رنگ‌های معمولی هستند.
برای پوشش پلیمری، معمولاً از پوشش پودری استفاده می‌شود. همچنین گزینه‌هایی برای پوشش مرطوب، پوشش خلاء، پوشش غوطه وری یا پاشش حرارتی وجود دارد. پوشش را می‌توان روی یک پلیمر یا یک ماده پلیمری اعمال کرد.
از پوشش‌های پلاستیکی در کجا استفاده می‌شود؟
از رابر لاینینگ یا پوشش‌های پلاستیکی بیشتر برای حفاظت در برابر آسیب‌های فرسایشی و خوردگی استفاده می‌شود. گستره عظیمی از لاسیتیک‌ها و الاستومترها برای پوشش مخازن و لوله‌کشی استفاده می‌شوند. واینکه می‌توان لاستیک‌ها را با خواص ضد الکتریسیته ساکن ساخت تا مقاومت الکتریکی پایینی داشته باشند.
پوشش‌های پلاستیکی چه کاری انجام می دهدند؟
اجرا رابر لاینینگ یک کار تخصصی است که نقش پوشش ضد خوردگی را در مخازن و لوله‌ها بازی می‌کند. پوشش پلاستیکی، داخل مخازن، شیرها، لوله‌ها، و اقلام مشابه را با ورقه‌های لاستیکی می‌پوشاند تا از خوردگی سطح جلوگیری کند و خطرات آلودگی، شوک، اشتعال یا انفجار را به محتویات کم کند و به حداقل برساند.
چرا لوله‌ها را با پوشش پلاستیکی باید محافظت می‌کنیم؟
اگر از پوشش پلاستیکی استفاده نکنیم، لوله خورده و باعث نشتی و اثرات مضر و مخرب می‌شوند زیرا لوله‌ها برای انتقال محلول‌های دوغاب ساینده، مواد شیمیایی خورنده و بسیاری از مایعات دیگر از یک مکان به مکان دیگر استفاده می‌شود.
از کدام نوع لاستیک به عنوان مواد پوششی استفاده می‌کنند؟
لاستیک‌ها مصنوعی انواع مختلفی دارند که برای ساخت این نوع رابرلاینینگ استفاده می‌شود که از جمله آنها می‌توان به لاستیک کلپرن، لاستیک بوتیل و لاستیک هیپالون اشاره کرد.
چرا از پوشش پلاستیکی استفاده می‌کنند؟
پوشش پلاستیکی یک ماده الاستیک سخت است که برای پوشش سطوح بیرونی یا داخل ظروف مانند مخازن، لوله‌ها و… استفاده می‌شود. پوشش پلاستیکی برای جلوگیری از خوردگی، آلودگی مواد، اشتعال و انفجار استفاده می‌شود.
پوشش پلاستیکی یک ماده پلیمری الاستیک سخت است که برای پوشش سطوح بیرونی یا داخل ظروف (مانند مخازن، لوله‌ها و غیره) استفاده می‌شود. پوشش پلاستیکی برای جلوگیری از خوردگی، آلودگی مواد، اشتعال و انفجار استفاده می‌شود.
آیا رابر لاینینگ در برابر اسید مقاوم است؟
پوشش‌های پلاستیکی مقابل اسید مقاومت متوسطی در برابر سایش و تغییر شکل دارند. این شکل از لایبرلاینینگ‌ها دربرابر مواد شیمیایی و بیشتر محصولات معدنی مثل اسیدهای معدنی، قلیاها و محلولهای اسید بسیار مقاوم هستند. ولی برای اسفاده برای لوله‌های انتقال روغن و حلال‌های هیدروکربنی توصیه نمی‌شوند.
به‌طور معمول پوشش‌های رابر چقدر عمر می‌کنند؟
طول عمر این پوشش‌ها بین ۷ تا ۳۰ سال است اما عمر مفید این پوشش‌های پلاستیکی به نسبت مواد خورنده و شدت‌های وارده بر پوشش امکان کاهش دارند.
پوشش‌های پلاستیکی و رابر لاینینگ‌ها تا چه دمایی مقاومت حرارتی دارند؟
از رده‌هایی از پوشش‌های پلاستیکی مصنوعی که برای ارائه مقاومت حرارتی فوق‌العاده در دمای بیش از ۳۰۰درجه سانتی گراد مهندسی شده‌اند می‌توان استفاده کرد اما از رابرلاینینگ‌های طبیعی نباید در کاربردهایی با دمای مداوم و مستمر بالای ۸۵ درجه سانتی گراد استفاده شود.
پوشش‌های پلاستیکی قابل تعمیر هستند؟
بله به‌طور معمول یک ترمیم سریع و آسان را با به‌کارگیری روش‌های موجود برای پوشش‌های پلاستیکی می‌توان انجام داد.